# Beyond Hell/Above Heaven
Beyond Hell/Above Heaven är Volbeats fjärde album, som släpptes i Europa den 10 september 2010 och i USA den 13 september samma år.

## Låtlista
1. The Mirror And The Ripper
2. Heaven Nor Hell
3. Who They Are
4. Fallen
5. A Better Believer
6. 7 Shots ( ft. Mille Petrozza från Kreator)
7. A New Day
8. 16 Dollars
9. A Warrior's Call
10. Magic Zone
11. Evelyn (ft. Mark "Barney" Greenway från Napalm Death)
12. Being 1
13. Thanks